# سايمور وايس
سايمور وايس (بالإنجليزية: Seymour Weiss)‏ هو شخصية أعمال وسياسي أمريكي، ولد في 13 سبتمبر 1896 في بونكي في الولايات المتحدة، وتوفي في 17 سبتمبر 1969 في باتون روج في الولايات المتحدة.